# Фризские языки
Фризские языки (самоназвание Fryske talen) — язык или группа языков фризов, которая относится к западной группе германских языков, внутри которой ближе всего находится к английскому.

## Классификация
Есть три фризских языка: западнофризский, восточнофризский (затерландский фризский) и севернофризский. Некоторые лингвисты рассматривают эти три разновидности, несмотря на отсутствие их взаимопонятности, как диалекты одного фризского языка, тогда как другие считают их тремя отдельными языками, также как и их носители. Западнофризский подвергся сильному влиянию нидерландского, и, как и нидерландский, рассматривается как «язык-мост» между английским и немецким. Другие фризские языки, между тем, подверглись влиянию нижненемецкого и немецкого языков. Севернофризский язык особенно сильно раздроблен на несколько сильно различающихся диалектов (например Гельголандский диалект). Городской фризский и западнофрисландский являются не фризскими, а диалектами голландского под влиянием западнофризского.
Ситуация в нидерландской провинции Гронинген и немецком регионе Восточная Фризия более сложна: местные диалекты нижненемецкого / нижнесаксонского в Гронингене и восточнофризской Нижней Саксонии представляют собой смесь фризских и нижнесаксонских диалектов; считается, что одно время здесь говорили на фризском, который постепенно был вытеснен нижнесаксонским. Этот местный язык теперь, в свою очередь, заменяется стандартными нидерландским и немецким.

## Распространение
Распространён главным образом в провинции Фрисландия в Нидерландах, включая Западно-Фризские острова Терсхеллинг и Схирмонниког (около 350 тыс. чел.), а также на северо-западе Германии, в Затерланде (земля Нижняя Саксония; около 3 тыс. чел., иногда считается самостоятельным языком, см. «Затерландский фризский язык») и на крайнем севере (земля Шлезвиг-Гольштейн, включая Северо-Фризские острова и остров Гельголанд; около 16 тыс. чел.).
Ранее язык был распространён на обширной территории по побережью Северного моря (от залива Зёйдерзе в Нидерландах до южной Дании). После утраты (к XVI веку) Фрисландией самостоятельности язык был вытеснен из официальной сферы нидерландским, став фактически языком бытового общения.
Фризский является наиболее близким родственником древнеанглийского языка. Но большинство современных носителей английского языка, скорее всего, не поймут современный фризский язык (за исключением наиболее простых фраз и предложений), и, более того, могут ошибочно принять его за нидерландский язык.

## Лингвистическая характеристика

### Орфография
Фризский пользуется латиницей с дополнительными буквами «â», «ê», «ô», «û», «ú». Буква «y» считается вариантом буквы «i». Используются также диграфы и триграфы.
Удвоенные гласные обозначают долготу гласного, удвоенные согласные — краткость предшествующего гласного.

### Существительное
Для существительного в современном фризском языке характерны род, число, падеж и артикль. Имеются два грамматических рода — общий и средний, выявляющиеся с помощью определённого артикля (других внешних признаков нет).
Существует два падежа — общий и родительный (употребление которого достаточно ограничено).

#### Множественное число
Во фризском языке способом образования множественного числа является прибавление к существительным окончаний -s или -en(n).
| -s                                                                            | -en(n)                             |
| ----------------------------------------------------------------------------- | ---------------------------------- |
| В словах оканчивающихся на: -el, -em, -en, -er, -ert, -ier, -ster, -mer, -ter | В односложных словах               |
| С уменьшительными суффиксами -je, -ke, -(t)sje                                | С суффиксами: -ij, -dom, -ing, -ân |

##### Родительный падеж
Во фризском языке генитив разделяется на сильный и слабый и обозначается окончаниями "-e" или "-es".
Сильный генитив употребляется:
1. У субстантивированных прилагательных в сочетании с количественным наречием.
2. С существительными, означающими названия живых существ, профессий.
3. Если надо обозначить владельца, изготовителя.

Слабый генитив имеет окончание "-e" или употребляется без окончания, и используется:
1. С односложными именами, оканчивающимися на согласный.
2. С нарицательными, обозначающие родственные отношения.

##### Названия месяцев
Обычно используются названия латинского происхождения, однако параллельно существуют и названия, составленные из фризских корней:
| русские  | фризские                 | фризские            |
| русские  | латинского происхождения | собственно фризские |
| -------- | ------------------------ | ------------------- |
| Январь   | Jannewaris               | Foarmoanne          |
| Февраль  | Febrewaris               | Sellemoanne         |
| Март     | Maart                    | Foarjiersmoanne     |
| Апрель   | April                    | Gersmoanne          |
| Май      | Maaie                    | Blommemoanne        |
| Июнь     | Juny                     | Simmermoanne        |
| Июль     | July                     | Heamoanne           |
| Август   | Augustus                 | Rispmoanne          |
| Сентябрь | Septimber                | Hjerstmoanne        |
| Октябрь  | Oktober                  | Wynmoanne           |
| Ноябрь   | Novimber                 | Slachtmoanne        |
| Декабрь  | Desimber                 | Wintermoanne        |